# فهرست تلاش‌ها و توطئه‌های ترور ریاست‌جمهوری ایالات متحده آمریکا

تصویر ترور رئیس‌جمهور، ویلیام مک‌کینلی، توسط آشیل بلترام (۱۹۰۱)

تلاش‌ها و توطئه‌ها برای ترور رئیس‌جمهور ایالات متحده آمریکا از اوایل قرن نوزدهم تا امروز، بسیار زیاد بوده است. در ۳۰ ژانویه ۱۸۳۵، اندرو جکسون، نخستین رئیس‌جمهوری بود که پس از ترک یک تشییع جنازه در مجلس نمایندگان، فردی به نام ریچارد لارنس، دو بار سعی کرد که به او در ایوان شرقی کنگره شلیک کند. این تلاش با ناکامی هر دو شلیک تپانچه لارنس، شکست خورد.
تاکنون چهار رئیس‌جمهور آمریکا کشته شده‌اند: آبراهام لینکلن (در ۱۸۶۵ توسط جان ویلکس بوث)؛ جیمز آبرام گارفیلد (در ۱۸۸۱ توسط چارلز جی. گیتو)؛ ویلیام مک‌کینلی (در ۱۹۰۱ توسط لئون چولگوش) و جان اف. کندی (در ۱۹۶۳ توسط لی هاروی اسوالد). علاوه بر این، سه رئیس‌جمهور نیز در تلاش برای ترور، زخمی گشتند: رونالد ریگان، در زمان ریاست‌جمهوری (در ۱۹۸۱ توسط جان هینکلی) و رئیس‌های جمهور سابق، تئودور روزولت (در ۱۹۱۲ توسط جان شرانک) و دونالد ترامپ (در ۲۰۲۴ توسط توماس متیو کروکس). در تمام این موارد، سلاح مهاجم، یک سلاح گرم بوده است. این مقاله، تلاش‌ها برای ترور رئیس‌جمهورهای سابق و منتخب را فهرست می‌کند؛ نه سیاستمدارانی که هنوز به عنوان رئیس‌جمهور، انتخاب نشده‌اند.
بسیاری از سوء قصدها، چه موفقیت‌آمیز و چه ناموفق، با انگیزه تغییر سیاست دولت آمریکا صورت گرفت؛ اما همه این حملات دلایل سیاسی نداشتند. بسیاری از مهاجمان دیگر، از ثبات ذهنی مشکوکی برخوردار بودند و تعدادی از آنها، از نظر قانونی، مجنون قضاوت شدند. مورخ، جیمز دابلیو. کلارک، ادعا کرده که اکثر تلاش‌کنندگان برای ترور، عاقل و دارای انگیزه‌های سیاسی بوده‌اند، در حالی که دستورالعمل حقوقی وزارت دادگستری، ادعا می‌کند که اکثریت غالب، مجنون بوده‌اند. برخی از قاتلان، به ویژه بیماران روانی، صرفاً به خودی خود، عمل کردند، در حالی که آنهایی که برنامه‌های سیاسی را دنبال می‌کردند، اغلب، توطئه گران حامی، داشتند. اکثر طراحان ترور، دستگیر و با اعدام یا حبس طولانی‌مدت در زندان یا تیمارستان، مجازات شدند.
این واقعیت که جانشین رئیس‌جمهور برکنار شده، معاون رئیس‌جمهور است و همه معاونان رئیس‌جمهور، از زمان اندرو جانسون، دارای وابستگی به حزب سیاسی رئیس‌جمهور هستند، ممکن است از چنین حملاتی، حداقل به دلایل سیاسی، حتی در زمان درگیری‌های حزبی، جلوگیری کند. با این حال، سومین شخص در صف، رئیس مجلس نمایندگان، همان‌طور که در قانون جانشینی ریاست جمهوری آمده است، اغلب از حزب مقابل است.
تهدید به خشونت علیه رئیس‌جمهور، اغلب برای تأثیرات لفاظی یا طنز، بدون قصد جدی انجام می‌شود، در حالی که تهدید معتبر رئیس‌جمهور آمریکا، از سال ۱۹۱۷، یک جرم فدرال بوده است.